# 자원 예약 프로토콜
자원 예약 프로토콜(Resource ReSerVation Protocol, RSVP)은 RFC 2205에 기술된 전송 계층 프로토콜로 네트워크 상에서 자원을 예약할 수 있도록 디자인된 프로토콜이다. RFC 2205에서는 RSVP를 "응용 데이터를 전송하진 않으며 ICMP, IGMP와 같은 인터넷 제어 프로토콜"이라고 기술하고 있다. RSVP는 수신측에서 최초 동작하며 안정적인 데이터 흐름을 위해 자원 예약 설정 과정을 밟는다.
RSVP는 호스트 또는 라우터로부터 요구되어 특정 수준의 QoS로 응용 데이터 스트림을 전달할 수 있도록 한다. RSVP는 그 자체가 하나의 라우팅 프로토콜이 되지 않으며 다른 프로토콜과 함께 사용된다. 현재는 이동 통신망에서 드물게 사용되고 있지만 RSVP의 확장본이나 RSVP-TE는 차후 QoS가 요구되는 많은 망에서 광범위하게 사용될 것으로 예상된다.

## 주요 특성
1. RSVP는 단방향 데이터 흐름에 대한 자원을 요구한다: 트래픽 스트림은 발신자에서 하나 이상의 수신자로의 한 방향으로 전달된다.
2. RSVP는 라우팅 프로토콜이 아니며 다른 라우팅 프로토콜과 함께 동작한다.
3. RSVP는 수신측에서 동작시킨다: 데이터를 수신하는 측이 이 프로토콜을 동작시키고 데이터 흐름에 대한 자원 예약 상태를 관리한다.
4. RSVP는 호스트의 soft state 유지 및 라우터의 자원 예약을 통해 망 구조 변화에 대해 동적으로 대응한다.
5. RSVP는 자원 예약 옵션에 따라 다양한 예약 방식을 지원하며 다양한 응용에 대한 프로토콜 변화를 수용한다.
6. RSVP는 트래픽 및 정책 제어 파라미터를 전달하고 유지한다.

## 발전 과정 및 관련 표준
RSVP는 IETF의 RFC 문서들에 의해 기술된다:
RFC 2205
IETF는 RFC 2205에서 버전 1의 기능적 명세를 기술하였다.
버전 1은 리소스 가용성만에 대한 승인 제어(admission control)를 기술하였고 이후 RFC 2750에서 승인 제어 지원 부분을 확장하였다.
RFC 2210
RFC 2211
RFC 2212
RFC 2750
RFC 3936
RFC 4495
2006년 5월에 공개되었다.

## 관련 문헌
- "Deploying IP and MPLS QoS for Multiservice Networks: Theory and Practice" by John Evans, Clarence Filsfils (Morgan Kaufmann, 2007, ISBN 0-12-370549-5)